# Агенти Сокіл і Сніговик (фільм)
«Агенти Сокіл і Сніговик» (англ. The Falcon and the Snowman) — фільм.

## Сюжет
В основу сюжету лягла реальна історія, що відбулася в США в 70-ті роки, у самий розпал «холодної війни». Молодий державний службовець Крістофер Бойс має доступ до надсекретних документів. Те, що він дізнається, повністю змінює його ставлення до своєї країни. Від сліпого патріотизму не залишається і сліду. Разом зі своїм приятелем Долтоном він вирішує продавати військові секрети Радянському Союзу. Спочатку їх шпигунська діяльність більше схожа на комедію, але це не може тривати довго. Наслідки виявляються драматичними.

## У ролях
- Тімоті Гаттон — Крістофер Бойс
- Шон Пенн — Долтон Лі
- Девід Суше — Алекс
- Пет Хінгл — містер Чарлі Бойс
- Джойс Ван Петтен — місіс Бойс
- Роб Рід — дитина
- Роб Ньюелл — дитина
- Карен Вест — дитина
- Арт Камачо — дитина
- Енні Козач — дитина
- Річард Дайсарт — доктор Лі
- Прісцилла Пойнтер — місіс Лі
- Кріс Мейкпіс — Девід Лі
- Доріан Хервуд — Джин
- Маді Каплан — Лорі
- Макон МакКалман — Ларрі Роджерс
- Джеррі Хардін — Тоні Оуенс
- Ніколас Прайор — Едді
- Бетті Лу Хенсон — Дебра
- Стенлі Гроувер — інспектор АНБ
- Боб Арбогаст — охорона
- Борис Лескін — Михаїл
- Джордж С. Грант — Карпов
- Анатолій Давидов — охорона
- Лорі Сінгер — Лана
- Дженніфер Ранйон — Керол
- Деніел МакДональд — Клей
- Марвін Дж. Макінтайр — Ійк
- Сем Інграффіа — Кенні Кан
- Том Нолан — таємний поліцейський
- Джеймс Харді — слідчий поліції
- Берк Бірнс — посадова особа митного органу США
- Вік Поліцос — слідчий ФБР
- Дрю Снайдер — слідчий ФБР
- Майкл Айронсайд — агент ФБР
- Боб Нельсон — агент ФБР
- Артур Таксіер — агент ФБР
- Філіп Корі — PAN AM Clerk
- Марта Кампос — водій
- Хербі Воллес — власник магазину
- Стівен Міллер — диктор
- Джефф Сейфрід — людина біля басейну
- Стів Даффі — бармен
- Карлос Романо — інспектор Естевес
- Валері Вайлдмен — працівник посольства США
- Джордж Беланжер / George Belanger — віце-консул США
- Леопольдо Францес — нігерійський дипломат
- Абель Франко — слідчий
- Рауль Мартінес — сержант мексиканської поліції
- Гіллермо Ріос — наркоторговець
- Хайме Гарса — Рауль

в титрах не вказані
- Роджер Кадні — агент ФБР
- Річард Мейсер — бармен
- Джон Ратценбергер — детектив
- Джон Сабол — охоронець

## Цікаві факти
- Крістофер Бойс був достроково звільнений у березні 2003 року, а Долтон Лі в 1998 році.